# Mitsubishi OZZ-5
L'OZZ-5 è un AUV (Autonomous Underwater Vehicle), ossia un tipo di UUV (Unmanned Underwater Vehicle) completamente autonomo che è guidato da un'intelligenza artificiale. Prodotto da Mitsubishi Heavy Industries, viene utilizzato nelle operazioni di sminamento come rilevatore di mine. Il veicolo, completamente autonomo, viene rilasciato in mare, dove comincia la ricerca di oggetti sospetti, che vengono successivamente avvicinati e identificati. Quando viene riconosciuta la presenza di una mina, si provvede a distruggerla con un altro apposito veicolo dotato di cariche esplosive.

## Sviluppo
Nel periodo 2008-2010 furono svolti studi approfonditi sui droni antimine dal Technical Research and Development Institute (TRDI), che era un'agenzia del Ministero della Difesa giapponese. Queste ricerche si conclusero nel 2011 con dei test molto positivi condotti con macchine allo stadio di prototipo sperimentale. Successivamente venne decisa la realizzazione dell'OZZ-5, che fu sviluppato nel periodo 2013-2016 da una nuova agenzia appena nata, l'ATLA (Acquisition, Technology & Logistics Agency). Successivamente la costruzione fu affidata a Mitsubishi Heavy Industry, e così divenne operativo già nel 2017.

## Caratteristiche tecniche
L'OZZ-5 è lungo 4 metri e largo 50 centimetri, con un peso di 900 chilogrammi. La propulsione è garantita da un motore elettrico alimentato a batteria. Può quindi raggiungere una velocità massima di 7 nodi, e un'autonomia di 9 ore. Per la ricerca e l'individuazione delle mine vengono impiegati due sonar: un sonar ad apertura sintetica a bassa frequenza prodotto da NEC, che permette un'ampia osservazione, e un sonar ad apertura sintetica ad alta frequenza prodotto da Thales, che fornisce dettagli più precisi.

## Impiego operativo
Viene utilizzato prevalentemente dalle fregate multiruolo della classe Mogami, che hanno capacità multimissione comprendenti anche le operazioni di sminamento.